# Lókút, Veszprém
Lókút (în germană Rossbrunn) este un sat în districtul Zirc, județul Veszprém, Ungaria, având o populație de 433 de locuitori (2011).

## Demografie
Componența etnică a satului Lókút
     Maghiari (75,38%)
     Germani (23,86%)
     Necunoscut (0,76%)
     Alții (0,76%)
Componența confesională a satului Lókút
     Romano-catolici (70,21%)
     Fără religie (6,93%)
     Reformați (3,46%)
     Necunoscută (19,4%)
Conform recensământului din 2011, satul Lókút avea 433 de locuitori. Din punct de vedere etnic, majoritatea locuitorilor (75,38%) erau maghiari, cu o minoritate de germani (23,86%). Apartenența etnică nu este cunoscută în cazul a 0,76% din locuitori.  Din punct de vedere confesional, majoritatea locuitorilor (70,21%) erau romano-catolici, existând și minorități de persoane fără religie (6,93%) și reformați (3,46%). Pentru 19,4% din locuitori nu este cunoscută apartenența confesională.